# Wyhiw (przystanek kolejowy)
Wyhiw (ukr. Вигів) – przystanek kolejowy w miejscowości Wyhiw, w rejonie korosteńskim, w obwodzie żytomierskim, na Ukrainie. Położony jest na linii Kalinkowicze – Szepetówka.